# Wenn meine Frau das wüßte
Wenn meine Frau das wüßte ist eine US-amerikanische Musikfilm-Komödie aus dem Jahr 1949 von Edmund Goulding mit Paul Douglas und Linda Darnell in den Hauptrollen. Der Film wurde von 20th Century Fox produziert und basiert auf der Kurzgeschichte Two Can Sing von James M. Cain.

## Handlung
Leonard Borland ist ein New Yorker Unternehmer, dessen Frau Doris ein großes Interesse am klassischen Gesang hat. Nachdem Leonard kürzlich fast eine ganze Oper verschlafen hat, ist er bestürzt, als sein Schwiegervater Major Blair ihm mitteilt, dass Doris den Rat ihrer musikbegeisterten Mutter befolgt und wieder mit dem Gesangsunterricht beginnen will. Ihr Lehrer Professor Hugo versichert ihr, dass sie eine der besten Sängerinnen des Landes sein könnte, wenn Leonard nicht so dickköpfig wäre. Als Doris ankündigt, dass sie ein Konzert geben wird, versuchen der finanziell angeschlagene Leonard und sein Partner Mike Craig, ihre Kunden und Geschäftspartner davon zu überzeugen, Karten für das Konzert zu kaufen, um die Kosten für die Saalmiete zu decken. 
Am Tag ihres Konzerts erfährt Doris, dass der einflussreiche Kritiker Rudolf Hertz falsch über das Konzertdatum informiert wurde. Leonard wird losgeschickt, um ihn aufzuspüren. In Hertzs Haus beschwert sich derweil die Opernsängerin Cecil Carver bei Hertz, dass sie keinen geeigneten Bariton finden kann, der in einer neuen Produktion neben ihr singt. Leonard kommt im Haus der Hertz an und kann Hertz nicht überreden, das Konzert zu besuchen, weckt aber Cecils romantisches Interesse. Cecil besucht das Konzert, das ein großer Erfolg ist, was vor allem an der Anzahl von Leonards Freunden im Publikum liegt. Leonard erfährt, dass Doris nun eine Konzerttournee plant. Cecil ruft ihn an und bietet ihm ihre professionelle Einschätzung des Konzerts an. In ihrer Wohnung erzählt sie Leonard, dass Doris nur ein „angenehmes, kleines Talent“ habe. Da Cecil später am Abend ein populäres Lied singen soll, bittet sie Leonard, sie an den Text zu erinnern, und ist erstaunt, als sie feststellt, dass er eine ausgezeichnete Opernstimme hat. Als sie ihm vorschlägt, Unterricht zu nehmen, um mit den Philharmonikern zu singen, sträubt er sich, bis sie andeutet, er könne seiner Frau damit eins auswischen. 
Die geplante Tournee wird wegen konkurrierender Attraktionen abgesagt. Cecil gibt ein Konzert in Pittsburgh, bei dem sie erfolgreich als neuen amerikanischen Bariton Leonard vorstellt, der als Mr. Logan Bennett auftritt. Nach dem Konzert ruft Leonard Doris an, die glaubt, er sei unterwegs, um Verträge zu arrangieren, und widersteht Cecils Verführungsversuchen. Die Konzerte werden in Washington, Baltimore und Philadelphia fortgesetzt. Cecils Manager Rossi ist begeistert von der Presseresonanz auf Leonard. Als dieser nach Hause kommt, muss er feststellen, dass Doris wegen eines katastrophalen Auftritts in einem Kinopalast wegen eines Schocks behandelt wird. Sie sagt Leonard, dass sie keine Karriere als Sängerin machen kann, aber ihre Mutter hat eine Cocktailparty organisiert, zu der sie Cecil und ihren Begleiter Wilkins eingeladen hat. Leonards nervöse Reaktion auf die Neuigkeit lässt Doris erkennen, dass er mit Cecil zusammen war. Als Cecil Doris sagt, dass Leonard ihr nichts bedeutet und dass er nur mit ihr aufgetreten ist, sind alle sprachlos über die Vorstellung, dass Leonard singt. Er wird aufgefordert, aufzutreten. Er tut dies mit „The Toreador Song“, Doris ist entsprechend betrübt. Später in der Nacht fordert Doris Leonard auf, zu gehen und nie wiederzukommen. 
Ein paar Tage später wird Leonard in einem Hotelzimmer vom Manager geweckt, der ihm sagt, dass sein Scheck geplatzt ist. Er ruft zu Hause an, erfährt aber, dass Doris nach Palm Beach gefahren ist. Da Craig angeln gegangen ist, bittet Leonard seine Sekretärin Carol, Bargeld ins Hotel zu bringen. Rossi ruft an und bietet Leonard ein Engagement für 500 Dollar pro Woche bei der Scala-Operngesellschaft, das Leonard annimmt. Doris und ihre Eltern besuchen Leonards Debüt. Kurz vor Beginn des Vorhangs bekommt Leonard Lampenfieber. Cecil gibt ihm ein paar Tabletten, danach gibt ihm Wilkins einen Drink und sein Maskenbildner einen weiteren Drink. Leonard fühlt sich plötzlich ziemlich krank und ein wenig betrunken, kommt zu früh auf die Bühne und fällt in der Mitte der Bühne eine Treppe hinunter. Er wird zur großen Belustigung des Publikums weggezerrt. Als er wirklich an der Reihe ist, verpasst er seinen Auftritt. Schließlich stolpert er weiter, verfängt sich an einer flachen Stütze und stürzt erneut auf die Bühne. Der Rest der Besetzung versucht, die Oper fortzusetzen, während man versucht, Leonard von der Bühne zu kriegen. Er kommt jedoch zurück, richtet noch mehr Chaos an und fällt in den Orchestergraben. Nach der Vorstellung gibt eine fuchsteufelswilde Cecil Leonard eine Ohrfeige und fordert ihn auf, zu gehen. Doris kommt in seine Garderobe und sie versöhnen sich. Craig taucht mit seiner Frau auf, um Leonard zu sagen, dass sie einen sehr lukrativen Auftrag bekommen können, wenn sie innerhalb einer Stunde im Zug nach Houston sitzen. An Bord des Zuges entdeckt Craig, dass seine eigene Frau eine ziemlich gute Stimme hat.

## Hintergrund
Gedreht wurde der Film vom 21. Februar bis zum 31. März 1949 in den Fox-Studios in Century City.
Laut Dokumenten von Fox kaufte das Studio am 3. März 1937 James M. Cains unveröffentlichte, nicht urheberrechtlich geschützte Kurzgeschichte „Career in C Major“ für 8.000 Dollar (2024: ca. 174.000 Dollar). Der Roman wurde anschließend als „Two Can Sing“ in der Aprilausgabe 1938 der Illustrierten The American Magazine veröffentlicht, erschien jedoch unter seinem Originaltitel erst 1945 in Buchform. Cains Geschichte wurde erstmals 1939 als Wife, Husband and Friend verfilmt, für den Nunnally Johnson das Drehbuch schrieb. Johnson, der auch Associate Producer der früheren Version war, überarbeitete sein Drehbuch für „Everybody Does It“ und wurde bei den Komödienelementen vom erfahrenen Regisseur Mal St. Clair unterstützt.
Für den Film beauftragte das Studio den bekannten Komponisten Mario Castelnuovo-Tedesco mit der Erstellung und Überwachung der Opernsequenzen. Nebenan Passagen aus seiner Oper Fatima e Solimano wurde auch die Cavatina Largo al Factotum aus der Oper Der Barbier von Sevilla von Gioachino Rossini gespielt. Weitere im Film vorgetragene Stücke waren:
- I Passed by Your Window von May H. Brahe und Helen Taylor
- On the Road to Mandalay von Oley Speaks und Rudyard Kipling
- Beyond the Blue Horizon von Richard A. Whiting, W. Franke Harling und Leo Robin
- The Toreador Song aus der Oper Carmen von Georges Bizet, ins Englische übersetzt von T. H. Baker[2]

Richard Irvine und Lyle R. Wheeler oblag die künstlerische Leitung. Paul S. Fox und Thomas Little waren für das Szenenbild zuständig, Kay Nelson für die Kostüme. Verantwortliche Toningenieure waren Eugene Grossman und Roher Heman Sr. Fred Sersen schuf die visuellen Effekte.

## Veröffentlichung
Die Premiere des Films fand am 25. Oktober 1949 in New York statt. 1951 kam er in Österreich in die Kinos.

## Kritiken
Bosley Crowther von der The New York Times hob besonders den Hauptdarsteller Paul Douglas hervor, der eine höchst vergnügliche komödiantische Leistung abliefere. Auch Celeste Holm und Linda Darnell sowie die übrige Besetzung seien bemerkenswert geschickt. Nunnally Johnson wurde für sein strahlend ausgeschmücktes Stück gelobt, ebenso Regisseur Goulding. Alle haben eine wortgewandte und fröhliche Farce geschaffen.

## Auszeichnungen
Der Film wurde 1949 mit dem Photoplay Award als bester Film des Monats November ausgezeichnet.